# Meniška vas
Meniška vas este o localitate din comuna Dolenjske Toplice, Slovenia, cu o populație de 348 de locuitori.